# (24665) Tolerantia
(24665) Tolerantia (1988 RN3) – planetoida z pasa głównego asteroid okrążająca Słońce w ciągu 3,52 lat w średniej odległości 2,31 j.a. Odkryta 8 września 1988 roku.